# Чота Крилатих (пластовий курінь)

Курінна хустка

Відзнака летунського пластуна

«Чота Крилатих» (самоназва «Команда Чота Крилатих») — 7-й курінь УСП Ключ Чайки та 18-й курінь УПС Ключ Ворона. Пласту — Національної скаутської організації України.

## Особливості
- Патрон: Євге́н Мих́айлович Конова́лець (* 14 червня 1891, Зашків, Жовківський район, Львівська область — † 23 травня 1938, Роттердам, Нідерланди) — полковник Армії УНР, командант УВО, голова Проводу Українських Націоналістів (із 1927).
- Клич: «Щасливого лету! — Згори на долину!»
- Основні напрямки праці: Летунське пластування.
- Курінні ступені: Курсант, Пілот, АС. Також має членів із-поміж не пластунів: прихильники куреня, що допомагають як інструктори чи матеріально-технічно, називаються «Диспетчери».
- Курінні барви: Червона, чорна, золота.

## Діяльність
1. Крайовий летунський табір «Чота Крилатих»
Мета табору:
- Популяризація авіаційних видів спорту серед молоді;
- Навчання основ аеродинаміки, парапланеризму, дельтапланеризму та авіамоделювання;
- Розвиток спеціалізації «летунське пластування», і знань пов'язаних із авіацією.

Програма табору:
Програма змінюється кожного року відповідно до легенди. Але обов'язковими гутірками є: аеродинаміка, правила повітряного руху, парапланеризм, дельтапланеризм, авіамоделювання, будова і конструкція літальних апаратів, авіаційна метеорологія та ін.
Після теоретичних занять та успішного проходження наземної підготовки учасники допускаються до польотів. Куреню «Чота крилатих» надано право від імені Федерації парапланерного спорту України давати ступінь пілота-початківця першого ступеня.
Під час табору «Чота крилатих» проходить всеукраїнській фестиваль мотопарапланеризму. Учасники мають можливість побачити пілотаж на парапланах, мотопарапланах, паратрайках, дельтапланах та мотодельтапланах.
Уже традиційно для таборовиків є перегляд на великому екрані фільму «В бій ідуть одні „старики“» Л. Бикова.
2. Вишкіл провідників летунського пластування
Вишкіл для пластунів, які хочуть розвивати летунську ділянку та здавати ІІІ пробу скоба обсерватора.
3. Авіаційний вишкіл «Ешелон».
Якщо тебе цікавить українська авіація, а зокрема військова, то цей вишкіл саме для тебе. Під час вишколу ти зможеш відчути себе військовим пілотом та пробути одну добу у військовій авіаційній частині. Військова дисципліна, харчування, тренажі — все по-справжньому, за методикою української армії. На семінарах ти будеш поруч із елітними пілотами-винищувачами. Ти будеш мати унікальну можливість побувати у кабіні МіГ-29, а також дізнатись ази керування винищувачем. У програмі також екскурсія на території летовища Івано-Франківського аеропорту та можливість спостереження за роботою диспетчерів при приземленні чи злеті пасажирських літаків.
4. Авіаційний вишкіл «М'яка посадка».
Цей вишкіл є дещо подібний на «Ешелон», проте він проводиться у м. Київ, де звичайно є більше можливостей для проведення заходів даного типу. Учасники мають можливість відвідати авіакосмічний центр для юнацтва (де всі охочі можуть випробувати себе на авіасимуляторах, які аналогічні до кабін справжніх бойових літаків) і музей авіації просто неба. Особливістю вишколу у 2012 році була зустріч із першим космонавтом незалежної України — Леонідом Каденюком.
5. Парашутний вишкіл «Десант»
Програмою Десанту передбачено три рівні для учасників:
2-й рівень — для тих, хто хоче займатися летунським пластуванням, стати в майбутньому провідником/інструктором в ділянці парашутизму і вже має не менше трьох стрибків;
1-й рівень — для тих, хто хоче випробувати себе, здійснити перші у житті стрибки з парашутом;
0-й рівень — для тих, хто також відчуває себе «десантником», але ще не готовий здійснити стрибок з літака.
6. Парашутний вишкіл «UP»
7. Вишкіл з парапланеризму «Льотна школа»
Вишкіл для членів куреня «Чота Крилатих», що відбувається на чудовій Луквицькій землі (поблизу с. Луквиця, Богородчанського району, Івано-Франківської області).
Метою вишколу є покращення летунських навичок, вдосконалення техніки польотів через практичні заняття на парапланах.
8. Вишкіл із парапланеризму «Вище неба»
9. Кіноклуб Чоти Крилатих (анг. Filmclub of Chota Chylatyh) — Пластовий клуб любителів кіно та мультфільмів та іншого візуального мистецтва засновником якого є 7-й курінь УПС Чота Крилатих. Перший сеанс відбувся 9 лютого 2008 року, у місті Івано-Франківськ.
Метою створення клубу, окрім звичного перегляду фільмів є виховання в такий спосіб пластунів у естетичному, духовному та патріотичному руслі.
Особливості: Кіноклуб проводиться виключно для членів Пласту НСОУ. У сеансах переважно домінують стрічки, що несуть у собі певний ідеологічний зміст. Кожен показ готує щоразу інший член куреня «Чоти Крилатих», він же і відповідає за розповсюдження квитків, тобто стає «касиром» свого фільму. Сеанси зазвичай відбуваються двічі на місяць у мансарді пластової домівки станиці Івано-Франківськ. Спеціально для цього у приміщенні розкладають екран, а з проєктора транслюється зображення. З 2012 року глядацька аудиторія представляє пластунів різних вікових категорій, зокрема УПН (6-11 р.), УПЮ(11-18 р.), УСП (18-35 р.) і УПС (від 35 р.). Чотівці почали організовувати Кіноклуби і для наймолодших дітей. Також, передбачені всі необхідні елементи кінотеатру: білети, поп-корн, флаєри та VIP-зона. Для активних глядачів існує значок «Кінолюба», який можна обміняти за 3 використані білети.
Також члени куреня організовують кіноклуб на виїзді, вже протягом 4 років в один із серпневих вечорів на щорічному летунському таборі «Чота Крилатих» у с. Луквиці відбувається показ фільмів пов'язаних з летунською тематикою.
Спроби створити кіноклуб були і у членів «Чоти Крилатих» у Луцьку та Тернополі. Проте, вони обмежились кількома показами.
Як стверджують організатори клубу, окрім звичного їм летунського пластування «Чота Крилатих» пропагує як інтелектуальний так і мистецький розвиток. Перед показами чотівці коротко розповідають про режисера, акторів та мету стрічки. Після перегляду відбуватиметься обговорення побаченого.
10. Фестиваль повітряних зміїв.
Якщо ти мрієш опинитись в осінній казці Карпат, побудувати власний повітряний змій (згідно з правилами аеромоделювання та аеродинаміки), а також насолодитись його польотом, то тобі обов'язково слід завітати на пластовий «Фестиваль повітряних зміїв».

## Історія

### Заснування «Чоти Крилатих» і пластування в Аугсбургу (1946—1951рр.)

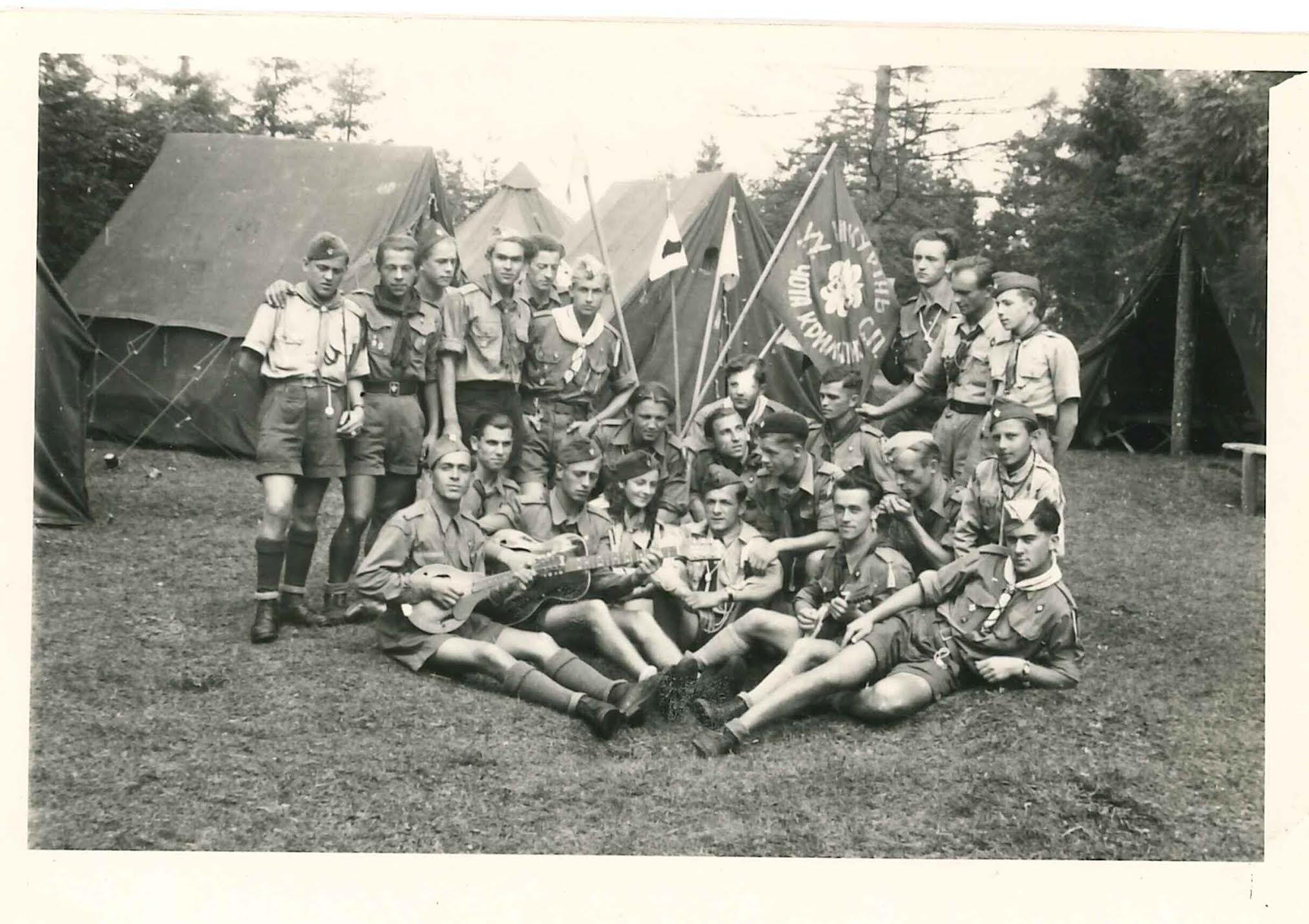
Пластуни з летунського куреня «Чота Крилатих» під час урочистостей на «Святі Весни» в Міттенвальді, 1947 рік

Історія пластового летунського куреня «Чота Крилатих» розпочалась в маленькому баварському містечку Аугсбург, що розташоване на півдні Німеччини за 70 км від Мюнхена і за 90 км від гірських вершин Альп. В 1945 році, одразу після завершення ІІ світової війни, Аугсбург став одним із найбільших політичних і культурних центрів де проживали українці примусово переселені німцями і поміщені в Ді-Пі табори. У період з 1945 по 1949 роки в місті проживало близько 6000 українців. Їх розселяли у два Ді-Пі табори для вимушених переселенців: табір на оселі Гавнсттен і табір «Сомме-Касерне». Пласт і «Чота Крилатих» виникли в Ді-Пі таборі «Сомме-Касерне».
Восени 1945 року в «Сомме-Касерне» були засновані перші самостійні пластові гуртки, які згодом об'єднались у пластовий «Кіш Аугсбурга». Засновниками таких пластових гуртків були переважно колишні українські пластуни із Галичини і Закарпаття, які швидко налагодили активну пластову діяльність у місті і в грудні 1945 року тут вже почали друкувати перший місцевий пластовий журнал «Scout-Пластун». 4 жовтня 1945 року в таборі «Сомме-Касерне» було створено самостійний гурток старшопластунів «Сокіл», із якого й розпочалась історія «Чоти Крилатих». Членами самостійного гуртка «Сокіл» стали 14 старшопластунів, які вирішили обрати собі патроном легендарного засновника УСС та ОУН полковника Євгена Коновальця. Першим гуртковим «Сокола» став ст.пл. Павло Мороз, а серед гурткового проводу були пластуни: Микола Галів (гуртковий суддя), Степан Шишка (гуртковий писар) і Михайло Рокуш (гуртковий скарбник). Від початку свого створення, старшопластуни гуртка не мали ні пластових одностроїв, ні власної домівки, через що, сходини часто проводили в приміщенні місцевої школи в таборі «Сомме-Касерне».
19 травня 1946 року старшопластуни з гуртка «Сокіл» взяли участь у «Першій Міжнародній Пластовій Зустрічі», яка відбувалась в Аугсбургу і на яку з'їхались пластуни з усієї Німеччини та сусідніх європейських країн. 24 травня 1946 року пластуни з «Сокола» вирішили об'єднатись із старшопластунами двох інших самостійних гуртків «Тигр» і «Медвідь» і разом вони утворили «Підготовчий курінь імені полковника Євгена Коновальця». Після об'єднання трьох гуртків, у підготовчому курені загалом налічувалось 32 старшопластуни: 14 в гуртку «Сокіл», 8 у гуртку «Ведмідь» і 10 в гуртку «Тигр».
Одним із перших офіційних пластових заходів, у якому взяли участь старшопластуни з «Підготовчого куреня імені Євгена Коновальця», стала велосипедна естафета під час «Свята Героїв», яке відбувалось в Аугсбургу 10 червня 1946 року. Під час естафети, майбутні чотівці одягнули поверх своїх одностроїв таблички з назвами історичних для українців місць (Крути, Броди, Маківка, Базар й інші) та відвідали могилу українців закатованих у концтаборі Дахау. Згодом, на своїх велосипедах, вони перевезли освячену землю з могил у Дахау на символічну меморіальну могилу створену в таборі «Сомме-Касерне». У наступні два роки, така історична велосипедна естафета під час святкування «Свята Героїв» стала традиційною для чотівців.
У червні 1946 року пластуни з «Підготовчого куреня імені Євгена Коновальця» взяли активну участь у святкуванні Зелених свят у «Сомме-Касерне», під час яких познайомились і зав'язали дружні стосунки з старшопластунами із самостійного гуртка імені Петра-Конашевича Сагайдачного. Наприкінці червня 1946 року група старшопластунів із самостійного гуртка імені Конашевича-Сагайдачного вирішила приєднатись до «Підготовчого куреня імені Євгена Коновальця». Вони створили в курені новий гурток «Ворон».
1-2 липня 1946 року 22 пластунів із «Підготовчого куреня імені Євгена Коновальця» взяли участь в «Першому Зїзді Старшопластунів», що відбувся в Міттенвальді.
15 липня 1946 року старшопластуни з «Підготовчого куреня імені Євгена Коновальця» організували свою першу Курінну Раду. На ній, вони вирішують назвати курінь «Чота Крилатих» (на честь популярної в ті часи книги Юрка Шкрумеляка), а також перейменовують назви гуртків «Медвідь» і «Тигр» на «Орел» і «Крук». Назви гуртків «Сокіл» і «Ворон» залишають без змін. Ось, як цю подію описував один із засновників «Чоти Крилатих» ст.пл. Дмитро Штогрин:
|  | Не пізніше липня 1946 року прийшла черга якось назвати наш курінь, як це вже були зробили інші курені УСП. Серед різних пропозицій, я подав ідею назви «Чота Крилатих», бо ще в 1939 році із великим захопленням прочитав, і то два рази, романтично-фантастичну повість Юрка Шкрумеляка «Чота Крилатих». То ж, з великим запалом оповів її зміст при своїй пропозиції. Вневдовзі, Влодко Гайдук десь дістав саму книжку і ми на друкарській машинці переписали її зміст. Так, той наш машинопис став свого роду «євангелією ЧоК» на яку опісля всі крилаті складали «Чотову присягу»... |

Ще однією важливою подією на Курінній Раді стали вибори першого проводу «Чоти Крилатих». Першим курінним було обрано ст. пл. Михайла Романіва, а до проводу куреня також увійшли курінний суддя — ст. пл. Дмитро Яремко, курінний писар — ст. пл. Петро Бондаренко, курінний скарбник — ст. пл. Зеновій Кознарський і курінний господар — ст. пл. Володимир Скоропад. У ті часи, кожен новий старшопластунський курінь мав обов'язково мати зв'язкового, якого призначали керівники пластового Коша. Першим звязковим «Чоти Крилатих» став пл. сен. Адам Антонишин, який також був театральним актором у місцевому українському «Театрі імені В. Блавацького».

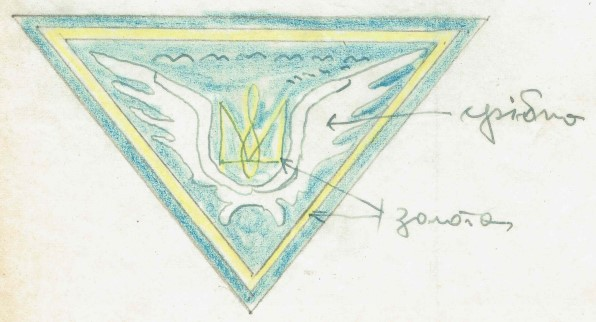
Перший варіант емблеми пластового куреня «Чота Крилатих», жовтень 1946 року

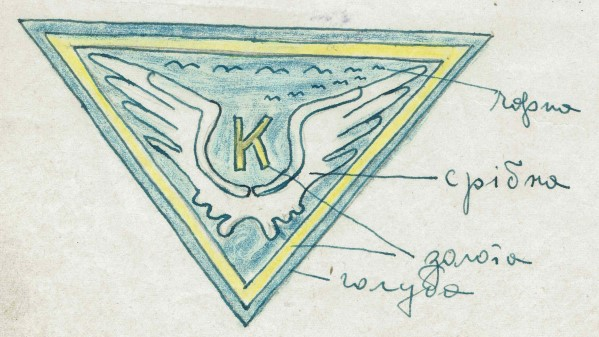
Другий варіант емблеми пластового куреня «Чота Крилатих», грудень 1946 року

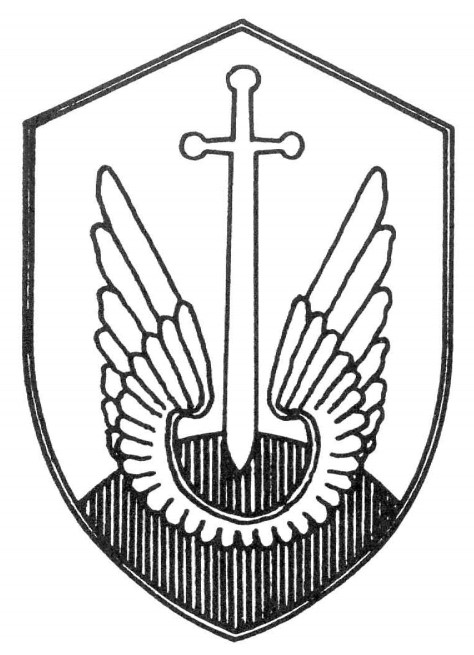
Емблема «Чоти Крилатих» затверджена в курінному статуті 1958 року

Після першої Курінної Ради, старшопластуни з «Чоти Крилатих» одразу дуже активно вливаються в пластове життя. З 26 по 29 липня 1946 року вони організовують чотириденну курінну мандрівку в містечко Берхтесґаден, під час якої вправляються в альпінізмі підкорюючи місцеві вершини Альп, а також відвідують найцікавіші історичні місця міста та околиць. 4 серпня 1946 року чотівці організовують ще одну, одноденну курінну мандрівку до німецького озера Кімзеє.
10 жовтня 1946 року чотівці вирішили провести свою другу Курінну Раду, на якій вони затвердили нову емблему куреня. Ця емблема складалась із зображення крил, поверх яких був намальований український тризуб. Та згодом, її забракували у «Головній Референтурі Пласту в Мюнхені», адже використання зображення тризуба на будь-якій курінній пластовій символіці було заборонено. Емблему довелось змінювати і 30 грудня 1946 року, провід куреня подав до «Референтури Пласту» свій другий варіант, де замість тризуба було використано художньо оформлену букву «К», яка мала символізувати патрона куреня Є. Коновальця. Ця емблема проіснувала до 1950-х років, після чого її замінили на сучасну емблему «Чоти Крилатих» із крилами і мечем.
17 листопада 1946 року чотівці брали активну участь у пластовому заробітку і продавали квитки на спортивний змаг між місцевою футбольною командою з Аугсбурга і командою з Мюнхена. Цей спортивний змаг згодом відбувся на місцевому стадіоні «Чорногора» і перемогу в ньому святкувала команда з Аугсбурга.
28 листопада 1946 року відбулись чергові курінні сходини «Чоти Крилатих» на яких ухвалено рішення, що курінь надалі проводитиме самостійну діяльність і не потребує зв'язкового чи впорядника, яких присилав пластовий Кіш в Аугсбургу. Також, на курінних сходинах було затверджено дві основні цілі діяльності «Чоти Крилатих»:
|  | 1) Розвивати свідомих членів куреня для майбутньої оборони і визволення України; 2) Пізнавати країну в якій наразі проживають пластуни куреня, шляхом відвідин її історичних пам'яток і гір.. |

Загалом, протягом 1946—1949 років, діяльність пластунів із «Чоти Крилатих» була дещо схожою на сучасну діяльність будь-якого пластового юнацького куреня. Чотівці брали активну участь у відзначенні всіх історичних та релігійних свят традиційних для українців. Вони відзначали річниці боїв під Крутами і на горі Маківка, трагедії під Базаром і Голодомору, святкували день проголошення самостійності УНР і день підняття українського прапору над Чорноморським флотом в Криму. Узимку, вони святкували свято Миколая і в приміщені місцевого театру роздавали подарунки українським дітям, які прислали американці. Під час Різдвяних свят, чотівці ходили колядувати і щедрувати в Управу табору «Сомме-Касерне». Під час Великодніх свят, спершу стійкували біля плащаниці в місцевій церкві, а пізніше, влаштовували великодні гагілки в парку. Традиційними були також відзначення Шевченківських днів та вшанування памяті українських героїв: Євгена Коновальця, Симона Петлюри і пластунів Біласа і Данилишина. Також, пластуни з «Чоти Крилатих» часто відвідували хворих в місцевій Аугсбургській лікарні, а окремі чотівці навіть ставали там донорами крові.
Досить активна діяльність «Чоти Крилатих» не залишалась непоміченою в Аугсбургському пластовому Коші і згодом до куреня захотіли приєднатись нові старшопластуни. 1 квітня 1947 року в курені було створено новий гурток «Шуліка», який приєднався до раніше створених гуртків «Сокіл», «Орел», «Крук» та «Ворон».

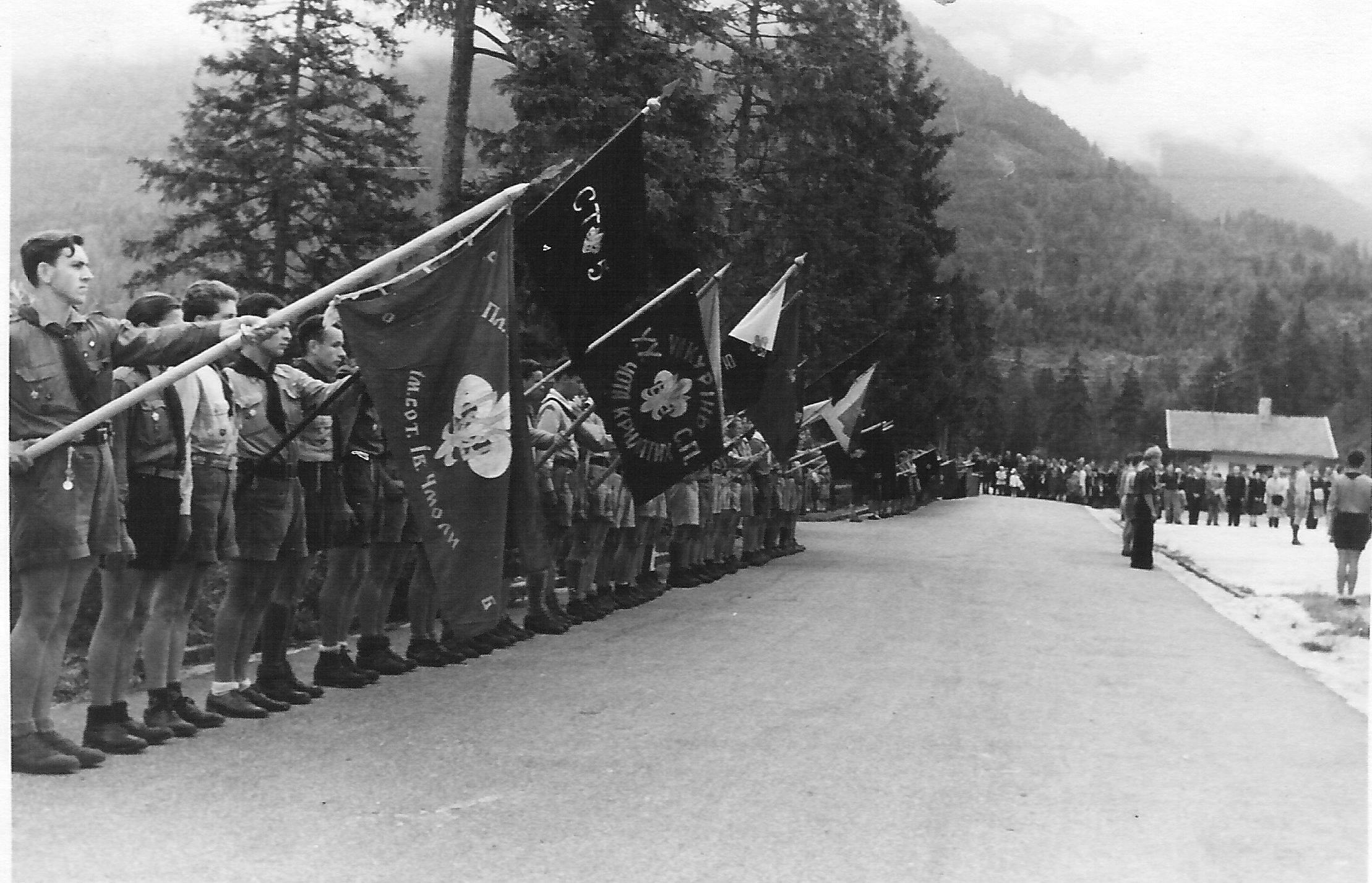
Прапор «Чоти Крилатих» під час урочистого відкриття «Свята Весни» в Міттенвальді, 1947 рік

6 квітня 1947 року відбулась третя Курінна Рада «Чоти Крилатих» на якій було обрано новий курінний провід. Другим курінним «Чоти Крилатих» став ст. пл. Олег Павловський. До куріного проводу також увійшли курінний суддя — ст. пл. Володимир Гриньків, курінний писар — ст. пл. Василь Кушнір, курінний скарбник — ст. пл. Володимир Горський і курінний господар — ст. пл. Дмитро Штогрин.
У квітні 1947 року провід «Чоти Крилатих» надіслав листа до «Головної Референтури Пласту в Мюнхені» із проханням уточнити число присвоєне куреню, бо згідно із звітом референта, «Чота Крилатих» отримала число «7», але 9 квітня 1947 року до куреня прийшов лист із Мюнхена, де помилково було вказано число «9». Пізніше, «Референтура Пласту в Мюнхені» уточнила, що офіційно присвоїла «Чоті Крилатих» порядкове число «7».
З 1 по 10 липня 1947 року чотівці взяли активну участь в «Ювілейному Святі Весни» у Міттенвальді. Під час цього свята, вони створили і презентували на урочистій пластовій ватрі три нові пісні: «Вставай Весно» (автор: ст. пл. Дмитро Штогрин), «Гей у нас крила молоді» (автор: ст. пл. Володимир Гайдук) і «Марш Крилатих» (автор: ст. пл. Володимир Гайдук). Згодом, ці пісні стали досить популярними і часто виконувались на пластових співах та при ватрі.
З 24 липня по 27 серпня 1947 року десять старшопластунів із «Чоти Крилатих» узяли участь в організації відпочинкового табору «Червона Калина» в Карлсфельді. Вони виконували роль виховників і адміністраторів табору.
17 серпня 1947 року чотівці організували «Свято Молоді» у «Сомме-Касерне», участь в якому брали не лише пластуни, але й учасники з інших молодіжних українських організацій Аугсбурга. Комендатом свята став ст. пл. Дмитро Штогрин, а його заступником ст. пл. Мирослав Шміґель.
30-31 серпня 1947 року курінь брав активну участь у «Святі Фізичної Культури», яке організували пластуни Аугсбурга. Члени куреня зайняли призові місця в декількох змагальних дисциплінах. Зокрема, курінний «Чоти Крилатих» ст. пл. Олег Павловський зайняв перше місце в змаганні зі стрибків в довжину (його результат стрибок на 5м 28см) і 2-ге місце в забігу на 1500 м. Чотівець Мирослав Шміґель зайняв перше місце в змаганні з метання ядра (його результат 9м 73см) і 2-ге місце в забігу на 100 м (результат 12,3 сек.). Ще один чотівець, Зенон Ціховляс, зміг зайняти 3-тє місце в змаганні з метання булави. Як підсумок участі в «Святі Фізичної Культури» 24 старшопластуни з «Чоти Крилатих» здобули Відзнаку Фізичної Вправності (ВФВ).

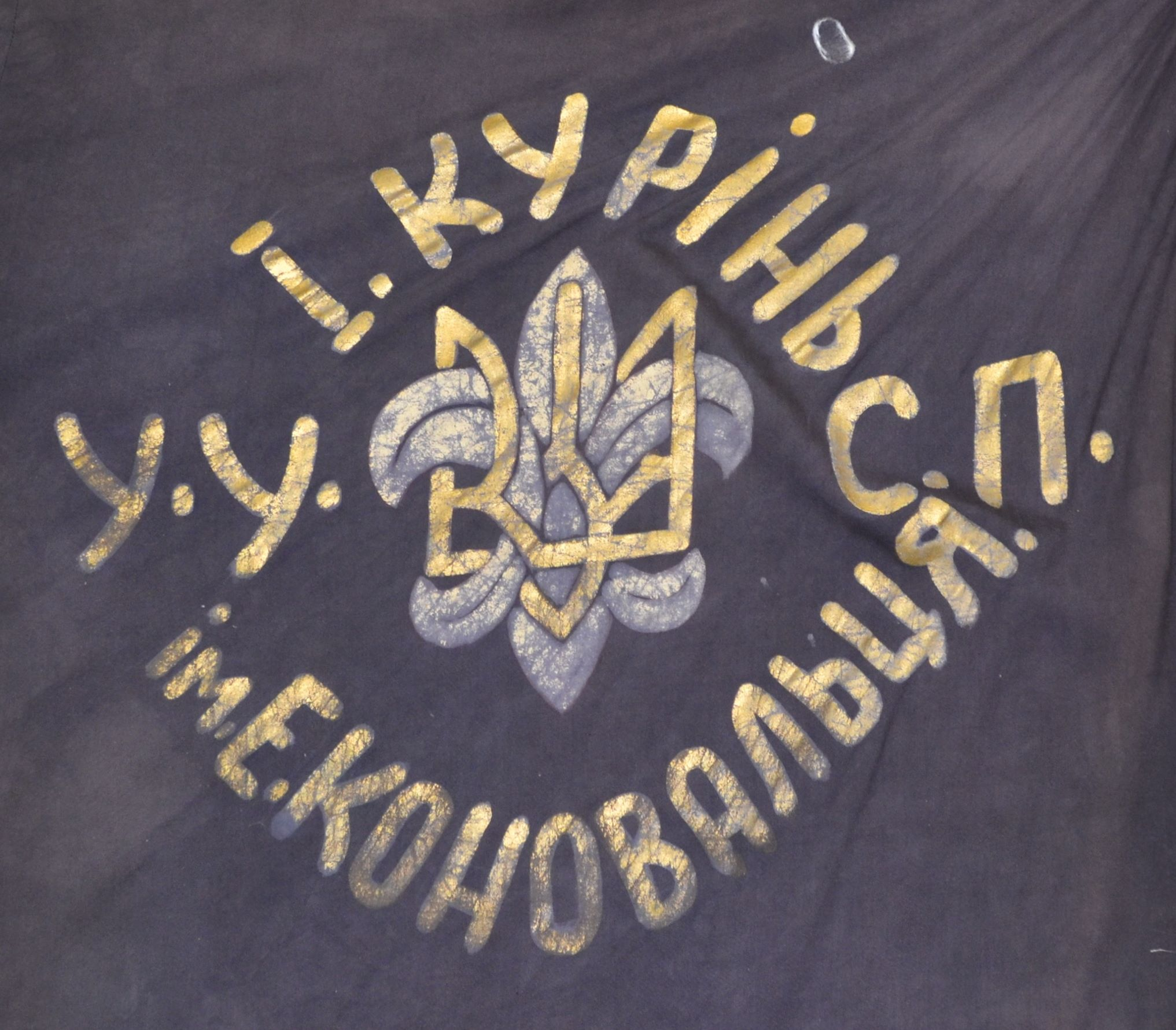
Пластовий прапор «Підготовчого куреня імені полковника Євгена Коновальця»

Зі 3-го по 13 вересня 1947 року чотівці організувала десятиденну курінну мандрівку в Французьку зону контролю Німеччини. Під час цієї мандрівки, пластуни з «Чоти Крилатих» відвідали Боденське озеро та околиці долини річки Рейн. 27-28 вересня 1947 року відбулась ще одна курінна мандрівка «Чоти» в околиці Аугсбурга, під час якої, було проведено заняття з табірництва, сигналізації і теренознавства.
Наприкінці вересня 1947 року найактивніші пластуни з «Чоти Крилатих» взяли участь у «Святковій зустрічі з нагоди 35-ліття Пласту», яка відбувалась в Аугсбургу. А з 17 по 22 жовтня 1947 року декілька старшопластунів із «Чоти Крилатих» взяли участь в «Зустрічі з пластунами із Швейцарії та Франції», яка відбувалась у Французькій зоні контролю Німеччини. Під час зустрічі, чотівці змогли відвідати міста Констанц і Ліндау, а також знову побували на Боденському озері.
31 жовтня 1947 року чотівці організували курінну мандрівку в околиці Аугсбурга, під час якої, при ватрі відзначили річницю Листопадового Зриву.
Восени 1947 року чимало старшопластунів із куреня долучились до створення і діяльності в Аугсбургу нової молодіжної організації «СУМ» (Спілка Української Молоді"), через що, наприкінці осені, між проводом «Чоти Крилатих» і «Головною Референтурою Пласту в Мюнхені» виник невеликий конфлікт. 1 жовтня року «Головна Референтура Пласту в Мюнхені» надіслала «Чоті Крилатих» листа з вимогою, щоб кожен активний пластун куреня написав заяву, у якій чітко зазначив, до якої з двох організацій він бажає належати. Чотівці спершу вирішили відмовитись від написання подібних заяв, аргументуючи це тим, що в «СУМі» вони беруть участь у секціях, яких не охоплює пластова діяльність, таких як літературознавство, хорова, драматична і музична діяльність, вивчення іноземних мов тощо. Проте, коли в листопаді 1947 року, Головний Референт Пласту Яро Гладкий, так і не отримавши заяв від чотівців, ухвалив рішення офіційно розв'язати курінь, провід «Чоти Крилатих» мусив погодитись на вимогу «Референтури Пласту». На початку весни 1947 року чотівці погодились на «формальне розвязання» курення і для продовження пластування, кожен старшопластун «Чоти Крилатих» мусив наново написати заяву вступу в Пласт і підписати відмову участі в «СУМ». Та не всі члени «Чоти» погодились на ці умови і декілька з них покинули діяльність в курені і в Пласті. Серед них, були такі активні чотівці як Олег Павловський і Мирослав Шмігель. Останній, пізніше став провідним діячем в організації «СУМ».
Щоб «формально» відновити курінь, 3 березня 1947 року чотівці провели спеціальну Курінну Раду, на яку запросили кошового Аугсбурга пл. сен. Володимира Лучкана . На цій Курінній Раді було офіційно «відновлено» пластовий курінь «Чота Крилатих», проте в офіційних документах він ненадовго втратив свій статус і знову став «підготовчим куренем». Також, на Курінній Раді було обрано новий провід куреня. Третім курінним «Чоти Крилатих» став ст. пл. Дмитро Штогрин. До проводу куреня також увійшли курінний суддя — ст. пл. Михайло Юзенів, курінний писар — ст. пл. Володимир Горський, курінний скарбник — ст. пл. Василь Гоголь і курінний господар — ст. пл. Мирон Гоцуляк.

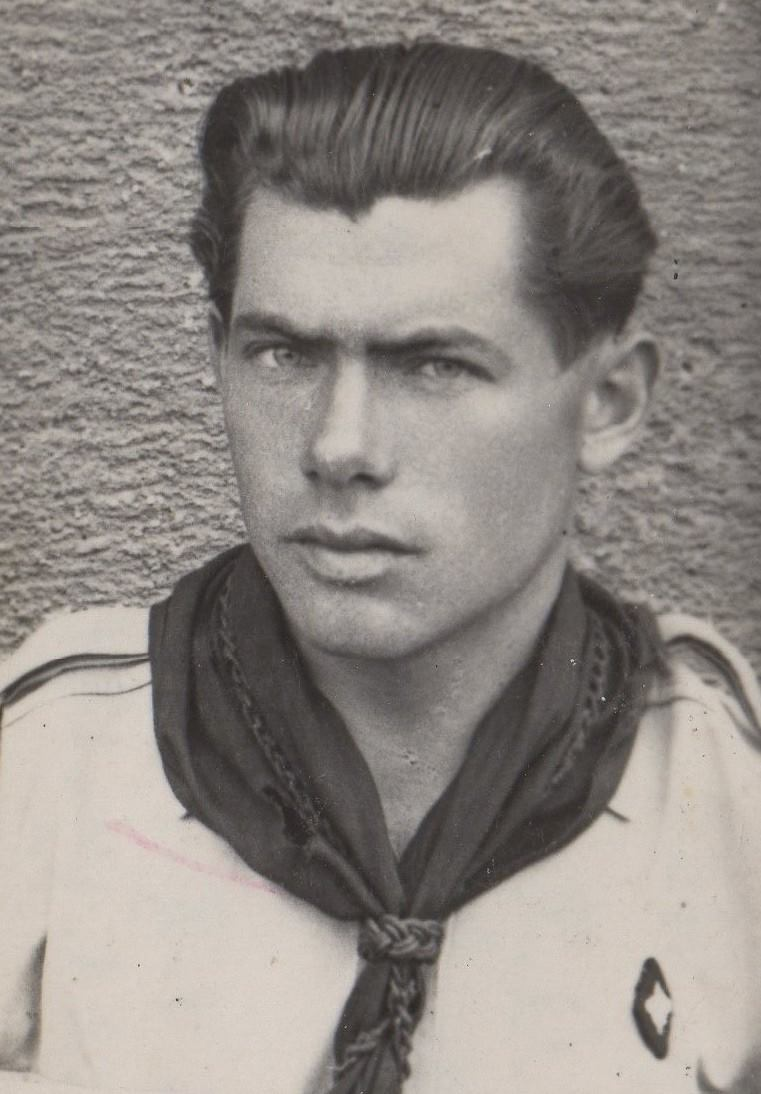
ст. пл. Петро Вірстюк (псевдо Сокіл)

У 1948 році старшопластуни з «Чоти Крилатих» продовжували вести активну діяльність у пластовому Коші Аугсбурга. Проте, у цей період вже почались перші процеси маштабної еміграції українців із Німеччини в інші країни, здебільшого в США, Канаду, Австралію і країни Південної Америки. Американці поступово закривали Ді-Пі табори для переселенців і українці були змушені вирішувати: повернутись додому в Україну чи емігрувати в іншу країну?
Ще навесні 1947 року, двоє чотівців — ст. пл. Михайло Романів (пл. псевдо Ворон) і ст. пл. Микола Ластович (пл. псевдо Чайка), стали першими, хто вирішив повернутись в Україну. Восени 1947 року, таку ж спробу повернутись додому, в Україну, здійснив і третій чотівець — ст. пл. Петро Вірстюк (пл. псевдо Сокіл). Від Михайла Романіва, після його від'їзду в Україну звісток більше не було і його подальша доля невідома. Петра Вірстюка схопили на кордоні між Чехією і Польщею, після чого помістили його в польську тюрму. Його подальша доля невідома, хоча була неперевірена інформація про його можливе самогубство в тюрмі. Миколу Ластовича, під час першої спроби повернутись в Україну, затримали на німецько-польському кордоні і після нетривалого ув'язнення відправили назад в Аугсбург. Восени 1947 року він повторив свою спробу, але цього разу його затримали радянські солдати на кордоні між Польщею і Україною, після чого відправили до Сибіру. Подальша його доля була невідомою аж до 2012 року, коли львівська пластунка і дослідниця історії Пласту ст. пл. Ольга Свідзинська випадково знайшла контакти його доньки, яка живе в Сибірському краю в Росії. Після спілкування з нею, подруга Оля дізналась, що Микола Ластович вижив в Сибірських таборах і відсидівши десять років вийшов на волю. В Україну він більше не повернувся, але оселився в місті Інта, що в Республіці Комі, одружився там і створив власну сім'ю. Вже після проголошення Незалежності України, в 1992 році Микола Ластович приїздив разом з родиною й дітьми в Україну і відвідав своє рідне село Підвербці. У грудні того ж 1992 року він помер від інсульту в Сиктивкарі.
У період із 1949 по 1951 роки більшість чотівців були змушені покинути Німеччину і емігрувати в інші країни. Велика група пластунів із «Чоти» вирушила до США, де згодом були засновані нові пластові осередки і чотівські стежі в Баффало, Нью-Йорку, Клівленді і Мінеаполісі. Інша частина чотівців вирушила до Канади, де були створені чотівські стежі в Вінніпегу і Торонто. В 1949 році ст. пл. Онуфрій Цабанюк емігрував в Австралію, де в 1954 році заснував невеликий осередок «Чоти Крилатих» в Мельбурні.
У 1950-х роках чотівці, які успішно емігрували з Німеччини, вирішили вшанувати своїх трьох побратимів, які намагались повернутись в Україну. На Курінній Раді було ухвалено рішення розділити «Чоту Крилатих» на три «Ключі», кожен із яких носитиме псевдо одного з трьох чотівських сміливців. Відтоді, всі старшопластуни «Чоти Крилатих» обєднуються в «Ключ Чайки», усі сеньйори об'єднуються в «Ключ Ворона», а всі діючі виховники куреня об'єднуються у «Ключ Сокіл» .